# Conistra domiduca
Conistra domiduca là một loài bướm đêm trong họ Noctuidae.